# Semillas de mostaza
Las semillas de mostaza (Brassica nigra) se utilizan en la cocina desde los tiempos antiguos. Hay registros de que en la antigua Roma ya se utilizaban sus semillas de manera similar que en la actualidad: rompiéndolas un poco en un mortero y agregándole vinagre, sal, un poco de miel y algunas hierbas para hacer una salsa pastosa similar a la salsa mostaza actual.
Existen tres variedades: blanca, marrón y negra.
La especie blanca (Brassica alba) se utiliza para mostazas de sabor intenso y picante, la sp. marrón (Brassica juncea) es la ideal para mostazas aromáticas y la negra (Brassica nigra) es adecuada para salsas de sabor fuerte. Normalmente las salsas mostazas utilizan más de una variedad en su composición, para aprovechar todas las características de estas semillas.
Cuando son utilizadas enteras en algún plato, es normal encontrar semillas marrones o negras: la mostaza blanca es la mejor para hacer salsa mostaza a partir de las semillas blancas reducidas a polvo. Se mezclan treinta gramos de mostaza blanca con granos machacados groseramente de mostaza marrón (un buen puñado alcanza), le agregamos vinagre para hacer una pasta, le agregamos un poco de sal y alguna especie si así lo deseamos y lo dejamos reposar un buen rato para que desarrolle su aroma. Obtenemos así una excelente salsa mostaza similar a la muy famosa Mostaza de Dijón. Tener en cuenta que hay que utilizarla en un corto lapso de tiempo, porque con el paso de los días pierde fuerza.
En algunos países de la Europa del Este se hacen germinar las semillas y utilizan la planta como verdura.
- Datos: Q6124733